# Мачехин, Георгий Николаевич
Гео́ргий Никола́евич Маче́хин — глава Администрации города Кирова с февраля 2008 по май 2011 года), исполняющий обязанности заместителя, заместитель Председателя Правительства Кировской области (с июня 2007 по февраль 2008 года и с мая 2011 по ноябрь 2014 года). Директор Кирово-Чепецкого химического комбината (с июня 2004 по август 2005 года).

## Биография
Георгий Мачехин родился 4 сентября 1953 года в городе Куйбышеве (Самаре). В 1977 году закончил Московское высшее техническое училище им. Н. Э. Баумана, по распределению был направлен в город Кирово-Чепецк на Кирово-Чепецкий химический комбинат, где работал в следующих должностях:
— инженер, затем старший инженер группы автоматизации технологических процессов ОКБ КИПиА;
— с мая 1981 года — начальник бюро КИПиА, затем заместитель начальника цеха № 55 (производства аммиака), позже — начальник цеха;
— с марта 1995 года — заместитель главного инженера по производству, позже — заместитель технического директора по производству;
— с августа 2003 года — директор завода минеральных удобрений;
— с 17 июня 2004 года по 27 июля 2005 года — генеральный директор ОАО «Кирово-Чепецкий химический комбинат имени Б. П. Константинова»;
— с августа 2005 года по июнь 2007 года — заместитель генерального директора по общим вопросам.

## Политическая деятельность
Избирался депутатом Кирово-Чепецкой городской Думы второго (апрель 2001 года — март 2006 года) и третьего (с марта 2006 по 27 декабря 2008 года, полномочия прекратил досрочно) созывов.
18 июня 2007 года назначен исполняющим обязанности заместителя Председателя Правительства Кировской области. 28 июня был введен в состав Правительства. Со 2 июля 2007 года стал заместителем Председателя Правительства Кировской области. 12 февраля 2008 года был выведен из состава Правительства в связи с утверждением на должность главы администрации областного центра.
6 февраля 2008 года утверждён Кировской городской Думой в должности главы Администрации города Кирова. Работал в должности до мая 2011 года, после чего с 26 мая вновь стал исполняющим обязанности, а 21 июля 2011 года — утверждён в должности заместителя Председателя Правительства Кировской области, где отвечал за промышленный блок.
Не вошёл в новый состав Правительства области, сформированный в ноябре 2014 года Н. Ю. Белых после его переизбрания на пост губернатора Кировской области.

## Награды и звания
- «Почётный химик»
- Лауреат премии Правительства РФ в области науки и техники (2000 год)
- Лауреат  премии имени Я. Ф. Терещенко (2005 год)